# Pinole
Pinole és una ciutat dels Estats Units a l'estat de Califòrnia. Segons el cens del 2000 tenia 19.039 habitants.

## Demografia
Segons el cens del 2000, Pinole tenia 19.039 habitants, 6.743 habitatges, i 5.057 famílies. La densitat de població era de 1.413,7 habitants/km².
Dels 6.743 habitatges en un 34,8% hi vivien nens de menys de 18 anys, en un 56,6% hi vivien parelles casades, en un 13,5% dones solteres, i en un 25% no eren unitats familiars. En el 20,2% dels habitatges hi vivien persones soles el 7,9% de les quals corresponia a persones de 65 anys o més que vivien soles. El nombre mitjà de persones vivint en cada habitatge era de 2,79 i el nombre mitjà de persones que vivien en cada família era de 3,23.
Per edats la població es repartia de la següent manera: un 25% tenia menys de 18 anys, un 7,8% entre 18 i 24, un 28,3% entre 25 i 44, un 26% de 45 a 60 i un 12,9% 65 anys o més.
L'edat mediana era de 39 anys. Per cada 100 dones de 18 o més anys hi havia 87,6 homes.
La renda mediana per habitatge era de 62.256 $ i la renda mediana per família de 70.172 $. Els homes tenien una renda mediana de 47.335 $ mentre que les dones 38.019 $. La renda per capita de la població era de 25.170 $. Entorn del 3,5% de les famílies i el 5% de la població estaven per davall del llindar de pobresa.

## Poblacions properes
El següent diagrama mostra les poblacions més properes.